# Ораховљани (Мркоњић Град)
Ораховљани су насељено мјесто у општини Мркоњић Град, Република Српска, БиХ. Према попису становништва из 1991. у насељу је живјело 464 становника.

## Географија
Смјештени су на 728 метара надморске висине.

## Историја
У Ораховљанима је 27. децембра 1942. године формирана Седма крајишка ударна бригада.

## Становништво
Према службеном попису становништва из 1991. године, село Ораховљани је имало 464 становника. Срби су чинили 100% становника.
| Националност       | 1991. | 1981. | 1971. | 1961. |
| Срби               | 464   | 550   | 584   | 557   |
| Хрвати             |       |       | 1     |       |
| Муслимани          |       |       | 1     |       |
| Црногорци          |       |       |       | 1     |
| остали и непознато |       |       | 1     |       |
| Укупно             | 464   | 550   | 587   | 558   |